# Eritema ab igne
Eritema ab igne (en llatí "envermelliment del foc") és un trastorn de la pell causada per una exposició a llarg termini a la calor (radiació infraroja), com pot ser una bossa d'aigua calenta (en contacte -o gairebé- amb la pell), estar massa a prop de calor d'una llar de foc, o a la cara anterior de les cuixes per l'escalfor del portàtil. L'exposició prolongada a la radiació tèrmica de la pell pot provocar el desenvolupament d'eritema reticulat, hiperpigmentació, descamació i telangièctasis a la zona afectada. Algunes persones poden queixar-se d'una picor lleu i una sensació de cremor, però sovint, tret que es vegi un canvi en la pigmentació, pot passar desapercebut.

## Diagnòstic diferencial
- Livedo reticular
- Vasculitis

## Tractament
La interrupció del contacte amb la font de calor és el tractament inicial de l'eritema ab igne. Si la zona només està lleument afectada amb un lleuger envermelliment, pot resoldre's al cap d'uns mesos. Si l'afectació és greu i la pell està pigmentada i atròfica, és poc probable que es resolgui. En aquest cas, hi ha la possibilitat que es pugui formar un carcinoma de cèl·lules escatoses o un carcinoma neuroendocrí com un carcinoma de cèl·lules de Merkel.